# 金沢市立兼六小学校
金沢市立兼六小学校（かなざわしりつけんろくしょうがっこう、英語: Kanazawa Municipal Kenroku Elementary School）は、石川県金沢市兼六元町にある公立小学校。
2023年3月末に閉校した金沢市立小将町中学校旧校舎を改修して、兼六小学校の新校舎に転用する事業が進められている（2025年8月完成予定）。

## 沿革
- 2016年（平成28年）
  - 4月1日 - 材木町小学校と味噌蔵町小学校を統合し、旧味噌蔵町小学校校舎を使用して金沢市立兼六小学校を発足（所在地：金沢市兼六元町7番15号）。開校時の児童数は449人（18クラス）[5]。
  - 4月5日 - 開校記念式を挙行[6]。

## 学区
出典
特記無き地区は全域。
- 尾張町1丁目（1番10号～10番、11番7号～11番25号)
- 尾張町2丁目（6番22号～6番52号、7番7号～7番15号、8番8号～13番1号、13番7号～13番13号、14番17号～14番23号、16番1号～16番10号、16番84号～16番89号)

- 下新町
- 主計町
- 橋場町
- 並木町
- 材木町
- 横山町
- 暁町
- 桜町

- 東山1丁目（1番、17番～22番、33番～37番）

- 末広町
- 常盤町
- 東御影町
- 観音町1丁目
- 観音町2丁目
- 観音町3丁目
- 丸の内（1番～3番、6番～8番）

- 大手町（1番1号、1番2号、1番9号～16番）

- 兼六元町
- 小将町
- 兼六町（1番7号～2番）
- 東兼六町
- 扇町
- 天神町1丁目
- 天神町2丁目
- 田井町
- 宝町（7番17号～7番33号）

## 周辺
- 国道159号
- 味噌蔵町公民館
- 常福寺
- 小将町中学特学分校
- 金沢大学附属特別支援学校
- 扇町郵便局
- 名古屋高等裁判所金沢支部
- 観光物産館
- 石川県道・富山県道10号金沢湯涌福光線
- 兼六園

## アクセス
- 北陸鉄道バス「55」・「90」・「91」・「92」・「93」・「94」・「95」・「97」・「98」・「99」の各系統及び金沢ふらっとバス「材木ルート」で、「小将町」バス停下車後から、学校正門まで、
  - 大手門前・金沢駅・西金沢駅方面行発のりばから、約140m・約2分（国道159号兼六元町交差点横断歩道経由）。
  - 材木町・朝霧台・金沢大学・北陸大学方面行のりばから、約145m・約2分。